# Aira caryophyllea
Aira caryophyllea es una especie de plantas de la familia  Poaceae. Es originaria de Europa.

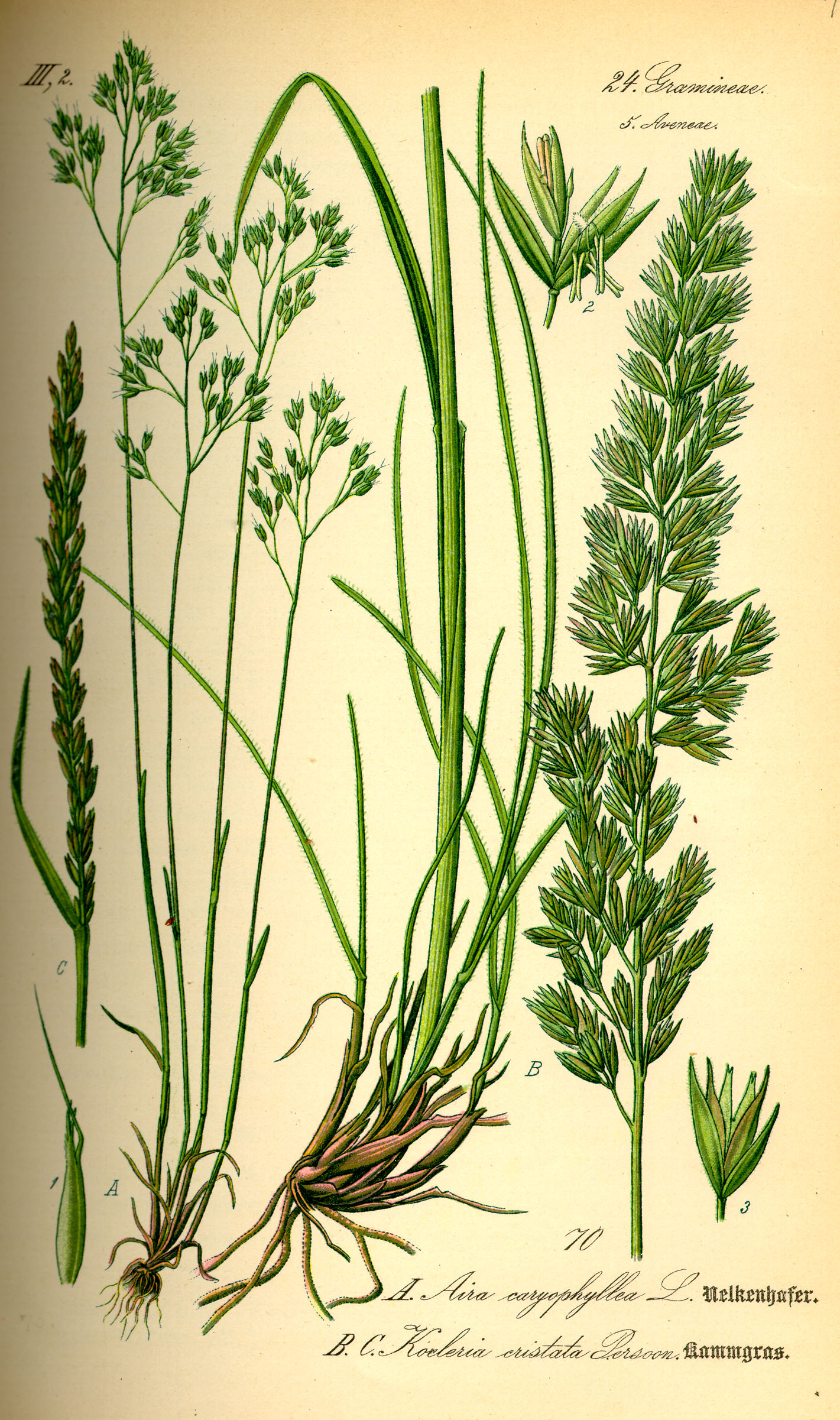
Ilustración

## Descripción
Es una planta anual similar al bambú con las raíces fibrosas y el tallo generalmente redondo y hueco con nodos hinchados y sólidos. Las hojas son alternas y lineales; con vaina generalmente abierta; lígula membranosa. La inflorescencia generalmente con muchas  espiguillas. Las flores generalmente hermafroditas, diminutas con tres estambre y tres estigma. El fruto es un aquenio como un grano. 

## Distribución y hábitat
Es una especie nativa de Europa pero introducida en otros continentes, incluyendo Norteamérica, donde se ha naturalizado y es común. En el centro de España habita en pastizales efímeros de montaña (Tuberarietea).

## Taxonomía
Aira caryophyllea fue descrita por Carlos Linneo y publicado en Species Plantarum 1: 66. 1753.
Etimología
Aira: nombre genérico que toma el nombre griego de Lolium temulentum.
caryophyllea: epíteto latín que significa "de color rosaceo".
Sinonimia
- Aspris caryophyllea (L.) Nash[4]
- Agrostis caryophyllea Salisb.
- Aira aggregata Timeroy ex Bor.
- Aira armoricana F.Albers
- Aira bachitii Hochst. ex C.E.Hubb.
- Aira baetica Trin.
- Aira canescens Host
- Aira curta Jord. ex Boreau
- Aira duriuscula Poir.
- Aira edouardii Reut. ex Jouve
- Aira fioriana Sennen
- Aira hostii Steud.
- Aira latigluma Steud.
- Aira leersii Kunth
- Aira lensii Rchb.
- Aira lenzei Godr.
- Aira multicaulis Kunth
- Aira multiculmis Dumort.
- Aira nana Steud.
- Aira nebrodensis Lojac.
- Aira patulipes Jord. ex Boreau
- Aira plesiantha Jord. ex Boreau
- Aira pulchella var. biaristata Emb. & Maire ex Jah. & Maire
- Aira pulchella f. brachyanthera Maire
- Aira purpureoargentea Gilib.
- Aira reverchonii Murb.
- Aira rigida Dulac
- Aira saburralis Jan ex Guss.
- Aira tenorei var. biaristata (Emb. & Maire) Emb. & Maire
- Aira todari Ten. ex Tod.
- Aira todarii Tineo ex Ponzo
- Aira truncata Salzm. ex Trin.
- Aira uniaristata var. biaristata (Emb. & Maire) Lambinon
- Airella caryophyllea (L.) Dumort.
- Airopsis caryophyllea (L.) Fr.
- Avena caryophyllea (L.) Web.
- Avena multiculmis Dumort.
- Avena multiculmis (Dumort.) Nyman
- Avena plesiantha (Jord. ex A. Boreau) Nyman
- Avenastrum caryophylleum (L.) Jess.
- Caryophyllea airoides (L.) Opiz
- Deschampsia baetica (Trin.) Willk. & Lange
- Fussia caryophyllea Schur
- Salmasia multiculmis (Dumort.) Bubani
- Salmasia vulgaris Bubani[5][6]

## Nombres comunes
- Castellano: heno, heno de Castilla, heno del Niño Jesús, limpiaplatos.[7]